# Rudolf Walzer
Rudolf Walzer (* 19. September 1889 in Ravensburg; † 20. Januar 1970) war ein deutscher Ingenieur und nationalsozialistischer Kommunalpolitiker. Er war von 1932 bis 1945 Oberbürgermeister der oberschwäbischen Stadt Ravensburg.

## Leben
Rudolf Walzer, gebürtiger katholischer Ravensburger, war Soldat im Ersten Weltkrieg. Der Ingenieur und Maschinenbauunternehmer war Vertreter des mittelständischen Bürgervereins in Ravensburg. Ab 1928 gehörte er dem Gemeinderat an.
Nach einer vorausgehenden Diffamierungskampagne mit Vorwürfen konstruierter Verfehlungen im Amt gegen den amtierenden Oberbürgermeister Hans Mantz gewann Walzer mit knappem Wahlergebnis am 14. Februar 1932 (48,2 % zu 46,4 % der abgegebenen Stimmen). Der Völkische Beobachter kommentierte den Wahlausgang: „SA und SS haben in gemeinsamer Front mit unserem Parteigenossen in offener Schlacht Zentrum und Marxisten siegreich geschlagen. Statt eines Bonzen steht jetzt ein Frontsoldat, der im Weltkrieg seine Knochen opferte, am Steuer der Stadt. “ Am 3. Mai 1932 übergab Mantz die Amtsgeschäfte. In der geschichtlichen Aufbereitung der NS-Zeit in Ravensburg wurde sein Amtsvorgänger Mantz als „erstes Opfer des Nationalsozialismus in Oberschwaben“ tituliert.
Mit dem Ermächtigungsgesetz vom 23. März 1933 fand kein Austausch des Stadtoberhauptes mehr statt. Rudolf Walzer behielt das Amt des Oberbürgermeisters. Er galt als „treuer Parteigänger der NSDAP“.
Sein Bruder war der Konservator am Württembergischen Landesmuseum Albert Walzer. Er war auch verwandt mit Raphael Walzer OSB, dem Erzabt von Beuron.